# Иван Чупић
Иван Чупић (Метковић 27. марта 1986) професионални је хрватски рукометаш који тренутно наступа у Премијер лиги Хрватске за Загреб и репрезентацију Хрватске на позицији десног крила.
Као члан Рукометне репрезентације Хрватске је на Европском првенству у Норвешкој 2008. и Светском првенству у Хрватској 2009. освојио сребрне медаље. На светском првенству проглашен је за најбоље десно крило прванства, а био је и други стрелац првенства са 66 голова из 10 мечева.

## Клубови у којима је играо
- Метковић (2002—2005)
- Аграм Медвешчак (2005—2007)
- Октавио Виго (2007—2008)
- Горење Велење (2008—2010)
- Рајн–Некар Левен (2010—2012)
- Виве Кјелце (2012—2016)
- Вардар (2016—2021)
- Загреб (2021—)

## Озледа прста
Чупић је изгубио део прста у безазленој ситуацији када се 24. јула 2008. на повратку у хотел оклизнуо, а при паду се покушао ухватити за железну ограду. Но, закачио је ограду венчаним прстеном и изгубио део прста. Озледа му није угрозила рукометну каријеру, али је због ње морао пропустити Олимпијске игре у Пекингу 2008.